# Nistru Cioburciu
El Nistru Cioburciu fue un equipo de fútbol de Moldavia que jugó en la División Nacional de Moldavia, la primera categoría de fútbol en el país.

## Historia
Fue fundado en el año 1977 en la ciudad de Cioburciu y a finales de la década de los años 1970 fue campeón de Moldavia en dos ocasiones durante la época de la Unión Soviética hasta que el club fue disuelto en 1990 tras la disolución de la Unión Soviética.
En 1992 el club es refundado como uno de los equipos fundadores de la Divizia A, logrando el ascenso a la División Nacional de Moldavia para la temporada 1992/93.
Su estancia en la División Nacional de Moldavia fue constante, siempre en los puestos bajos de la tabla, salvándose del descenso hasta que en la temporada 1995/96 tuvo que disputar la permanencia contra el Attila Ungueni, pero no se presentaron al primer partido de la serie, por lo que perdieron la categoría y más tarde desaparecieron.
El club jugó cuatro temporadas en la División Nacional de Moldavia en la que jugaron 116 partidos de los cuales apenas ganaron 24.

## Palmarés
- Liga Soviética de Moldavia: 2

1979, 1980

## Jugadores

### Jugadores destacados
- Iurie Priganiuc[4]